# Twiztid
Twiztid est un groupe de hip-hop américain originaire de Warren, dans le Michigan. Signé au label Psychopathic Records, il se compose initialement de James Spaniolo (Jamie Madrox) et de Paul Methric (Monoxide Child), deux anciens membres du groupe d'horrorcore House of Krazees. Fin 2012, Twiztid décide de quitter Psychopathic Records. Confirmant certaines rumeurs, la nouvelle est officialisée sur la ICP hotline par Jumpsteady le 13 décembre 2012 puis confirmée par Twiztid sur leur compte Twitter.

## Biographie

### Origines (1993–1997)
Aavant la création de Twiztid, Jamie Spaniolo et Paul Methric étaient membres du trio House of Krazees, sous les noms de Mr. Bones et Hektic, aux côtés du troisième membre R.O.C.. le groupe publie cinq albums avant sa séparation en 1997. Après la séparation, Methric et Spaniolo envoient une démo au membre d'Insane Clown Posse Joseph Bruce (Violent J). La démo se composait des titres 2nd Hand Smoke, Diemuthafuckadie, et How Does It Feel?. Bruce, très impressionné, invite Methric et Spaniolo à jouer à la House of Horrors Tour, et les signe au label Psychopathic Records. Avant la fin de la tournée, Bruce, Methric et Spaniolo décident d'adopter ensemble le nom de Twiztid.

### Mostasteless(1997–1999)
Le premier album de Twiztid, Mostasteless, publié en 1997, est originellement publié au label indépendant Psychopathic. Après un show à Indianapolis, le bus de Twiztid fait un arrêt au Waffle House de Greenfield, dans l'Indiana. Spaniolo et Joseph Bruce s'impliquent dans une altercation avec un client, et une bagarre éclate impliquant ce dernier et tous les membres du groupe. Des mois plus tard, le 4 juin 1998, Twiztid est traîné devant la justice.
Lorsque Insane Clown Posse signe avec Island Records, le groupe aide Twiztid à se faire signer. En 1999, Mostasteless est publié puis réédité par Island avec une liste de titres quelque peu différente. Cette liste inclut de nouvelles chansons, mais laisse de côté des chansons telles que Murder Murder Murder et She Ain't Afraid car il utilise des échantillons dont la provenance reste incertaine. Dans sa critique concernant la réédition de l'album, Stephen Thomas Erlewine du site AllMusic explique : « bien qu'il s'agisse d'un groupe peu attirant propulsé par Insane Clown Posse », l'album « peut surprendre...Mostasteless est en fait mieux que la plupart des albums d'ICP », que « Twiztid est des fois plus convaincant que [ses] collègues du Dark Carnival. » Mostasteless atteint la huitième place des Billboard Top Heatseekers, et la 149e place du Billboard 200.

### Freek Show,Mirror MirrorEP etThe Green Book(2000–2004)
Le 31 octobre 2000, Twiztid publie son deuxième album, Freek Show. Dans sa critique de l'album, Brad Mills de AllMusic explique que « ce genre de musique fait appel à un groupuscule d'auditeurs de hip-hop et ça en sera de même sur le marché, mais l'auditeur moyen de hip-hop devra comprendre qu'il s'agit d'un différent type d'album. » L'album atteint la 51e place du Billboard 200. Twiztid publie son troisième album, Cryptic Collection, le 13 novembre 2000. Il publie son quatrième album, Cryptic Collection Vol. 2, le 22 octobre 2001. Le 8 avril 2002, Twiztid publie son cinquième album, et son premier extended play, Mirror Mirror. Bradley Torreano du site AllMusic félicite l'EP, expliquant que « même s'il y a peu de familles de juggalo qui lui donneront sa chance, cet album est sans doute le plus sombre et le plus représentatif chez les jeunes en 2002. » Mirror Mirror atteint la 5e place des Top Independent Albums, et 103e place du Billboard 200. Le 19 mai 2003, Twiztid publie son sixième album et son deuxième EP intitulé 4 Tha Fam. Le 1er juillet 2003, Twiztid publie son septième album et troisième album, The Green Book. Spaniolo considère l'album comme le « préféré des juggalo. » Rob Theakston du site AllMusic félicite l'album, expliquant qu'il est « mieux, bien mieux que le dernier album d'ICP, mais en regardant de plus près, ça n'exprime rien de plus. » The Green Book atteint la deuxième place des Top Independent et la 52e place du Billboard 200. Twiztid publie son huitième album et son troisième EP, Fright Fest '03, à la Fright Fest Tour. Twiztid publie son neuvième album et troisième compilation, Cryptic Collection Vol. 3, le 18 mai 2004.

### Man's MythetMutant(2005–2006)
Le 28 juin 2005, Twiztid publie son dixième album et quatrième album studio, Man's Myth (Vol. 1), la première moitié d'un double album qui conclut avec Mutant (Vol. 2), publié le mois suivant Man's Myth se consacre au fait de grandir dans un monde rempli de mensonges, et Mutant traite des problèmes de cette éducation. David Jeffries du site AllMusic félicite Man's Myth : « il atteint beaucoup plus le niveau supérieur du monde morbide de Psychopathic Records que tout ce qui a été publié auparavant par le label. Twiztid continue aussi de s'améliorer au niveau des paroles et l'album est un peu plus affiné. » Man's Myth atteint la quatrième place des Top Independent Albums, la 62e place des Top Internet Albums et le Billboard 200. Mutant atteint la onzième place des Top Independent Albums chart, la 80e place du Billboard 200, et la 215e place des Top Internet Albums. À sa tournée Fright Fest Tour, Twiztid publie son douzième album, Fright Fest '05, puis son treizième album, Cryptic Collection: Halloween Edition, en octobre 2006. En 2006, Twiztid participe à la bande originale du film Evil Bong avec la chanson So High (de l'album Man's Myth (vol 1), 2005).

### Autres publications (2007–2011)
Le 4 juillet 2007, Twiztid publie son quatorzième album et sixième album studio, Independents Day. L'album fait participer des rappeurs signés à d'autres labels indépendants comme The Dayton Family, Tha Dogg Pound, Jared Gomes, Tech N9ne et Krizz Kaliko. Il fait également participer les membres de D12 Proof et Bizarre. L'un des membres du groupe, Eminem, a également affronté Insane Clown Posse. L'album atteint la quatrième place des Top Independent Albums, la neuvième place des Top Rap Albums, et la 57e place du Billboard 200. En septembre 2007, la tournée Toxic Terror Tour du groupe est annulée à cause d'une blessure de Methric causée par un accident de voiture, mais la tournée est repoussée pour début 2008. Twiztid publie son quinzième album et quatrième EP, Toxic Terror.
Le 17 mars 2009, Twiztid publie son seizième album et septième album studio, W.I.C.K.E.D. (Wish I Could Kill Every Day). W.I.C.K.E.D est l'album de Twiztid le mieux classé, atteignant la onzième place du Billboard 200, la quatrième place des Top Rap Albums chart, et la première place des Top Independent Albums. Au End of Days Tour pour la promotion de W.I.C.K.E.D., il publie son dix-septième album et cinquième EP, End of Days. Twiztid publie son dix-huitième album, Cryptic Collection: Holiday Edition. Twiztid publie son dix-neuvième album et huitième album studio, Heartbroken & Homicidal, le 21 septembre 2010. Twiztid publie son douzième album intitulé Cryptic Collection Vol. 4 le 13 septembre 2011.

### Abominationz(depuis 2012)

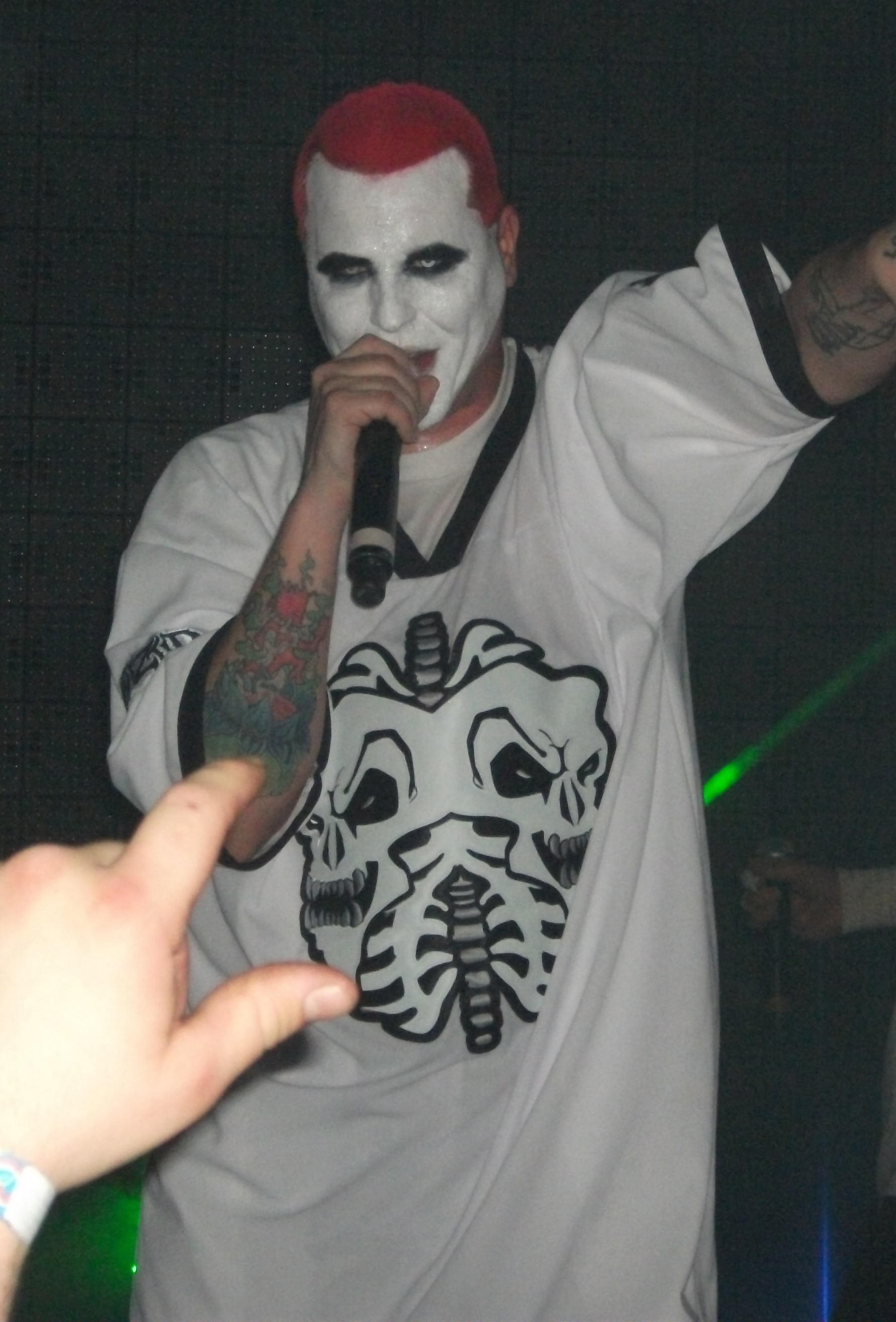
Monoxide Child au Abominationz Tour à Chesterfield, Michigan, le 27 avril 2013..

Twiztid publie son douzième album Kronik Collection à la tournée Kaos and Kronik Tour avec Kottonmouth Kings, Blaze Ya Dead Homie et Big B. Le 22 octobre 2012, Twiztid publie son dixième album studio Abominationz en collaboration avec Insane Clown Posse et Royce Da 59. Deux versions de l'album sont disponibles : la version Madrox et la version Monoxide version, chacune contenant différentes chansons bonus. Twiztid publie son 24e album et sixième EP intitulé A New Nightmare le 30 juillet 2013. L'album présente Blaze Ya Dead Homie, R.O.C., Anybody Killa, entre autres. Twiztid publie son 25e album et première mixtape For Tha Fam Vol. 2 le 27 mars 2014, puis son 26e album et septième EP Get Twiztid le 14 avril 2014.
Le 8 mars 2013, le site officiel d'ICP publie une interview de Violent J. Il y revient notamment sur le départ de Twiztid. Il annonce alors le départ de Blaze Ya Dead Homie comme quelque chose de prévu et qui ne pose pas de problème. Le 10 mars, lors de la dernière date du Drive-By Tour, Blaze annonce en plein concert, qu'il a appris en même temps que tout le monde son départ de Psychopathic Records dans l'interview de Violent J.

## Style et influences
Le style musical de Twiztid est décrit comme de l'horrorcore. D'après Spaniolo, « il suffit de penser à Halloween ou à Vendredi 13, et faire comme si Jason et Michael Myers pouvaient rapper, c'est ça que ça donnerait. » Spaniolo dit s'inspirer de Kiss.

## Discographie

### Albums studio
- 1997 : Mostasteless
- 2000 : Freek Show
- 2002 : Mirror Mirror
- 2002 : The Green Book
- 2005 : Man's Myth
- 2005 : Mutant
- 2007 : Independents Day
- 2009 : W.I.C.K.E.D.
- 2010 : Heartbroken and Homicidal
- 2012 : Abominationz
- 2015 : The Darkness
- 2017 : The Continuous Evilution of Life's ?'s

### EP
- 4 the Fam (2003) : téléchargement libre.
- Fright Fest 2003 (2003) : téléchargement libre.
- Fright Fest 2005 (2005) : téléchargement libre.
- Toxic Terror (2007) : uniquement disponible durant le Toxic Terror Tour.
- End of Days (2009) : uniquement disponible durant le End Of Days Tour.
- 2011 The American Psycho Tour EP : Un EP vendu sur le American Psycho Tour et sur hatchet gear. Il comporte deux morceaux inédits d'ICP (I'm Still Alive et The Fuck Yous) et deux morceaux inédits de Twiztid (No Where et Never Get It Outta Me) ainsi que deux duos inédits entre ICP et Twiztid (Get Geeked et American Psychos).
- A New Nightmare (2013) : Premier EP sorti le 30 juillet 2013, disponible sur la vente en ligne du site officiel. Tous les exemplaires précommandés sont autographiés.
- Get Twiztid EP (2014) : EP sorti en février 2014. Une version collector est vendue sur le Bootlegged Banner Tour avec la chanson A place in The Woods en duo avec Blaze Ya Dead Homie.

Cryptic Collections et autres compilations d'inédits et de rares
- Cryptic Collection 1 (2000).
- Cryptic Collection 2 (2001).
- Cryptic Collection 3 (2004).
- Cryptic Collection Halloween Edition (2006) : Album uniquement disponible lors de l' Hallowicked 2006. Il regroupe diverses chansons de Twiztid composées pour Halloween (Juggalo Party, Green Pumpkinz, Waited 'Til Halloween, Need Some Help et When It Gets Dark), une nouvelle chanson (The Best Time Of The Year) et trois chansons de The Samhain Witch Killaz (Nosferatu 2 et les deux inédits Spider Thing et Nigtmares).
- Cryptic Collection Holiday Edition (2009) : Album mis en téléchargement gratuit sur internet pour Nöel 2009. Il regroupe d'anciennes et de nouvelles chansons dont certaines inédites.
- Cryptic Collection 4 (2011) : Annoncé par Twiztid, l'album sort le 13 septembre 2011.
- Kronik Collection (2012) : Compilation disponible en avril-mai 2012 pendant le Kaos & Kronik Tour avec les Kottonmouth Kings.

### Mixtapes
- For The Fam volume 2 (2014) : téléchargement libre sur internet.
- Pour Noel 2011, Twiztid a sorti un album intitulé A Cut-Throat Christmas le 9 décembre 2011, avec des chansons connues et inédites sur Noël. L'album est seulement disponible sur le site officiel du merchandising de Psychopathic Records.

### Albums solos
- Monoxide Child, Chainsmoker LP (2004).
- Jamie Madrox, Phatso (2006).
- Jamie Madrox, Phatso (Earth 2 Version) (2006) : Cette version contient des remix et des featuring inédits (Projak, Blaze Ya Dead Homie et Violent J) et est disponible uniquement durant le Guillotine Tour.

### Singles
- Rock The Dead (single) (1999) : Cd single rare distribué à quelques stations radios. Il contient la version album de la chanson Rock The Dead de l'album Mostasteless version 1999 et une street version.
- We Don't Die (single) (2000) : Cd single distribué aux stations radios. Il contient la version album de la chanson We Don't Die de l'album Freek Show (2000) et une version radio.
- Story Of Our Lives (single) (2005) : CD single mis en téléchargement gratuit sur internet. Il contient la version album de la chanson Story Of Our Lives de l'album Man's Myth vol.1 (2005) et une reprise de la chanson The Joker de Steve Miller's.

### Chansons
- Freak Show (sampler) (2000) : Sampler de l'album Freak Show (2000) distribué gratuitement.
- A Very Twiztid X-Mas (2001) : Chanson mise en téléchargement libre sur internet pour Noël 2001.
- Wrong With Me (2002) : CD donné aux Juggalos qui ont reçu un flyer à l'Hallowcked 2001. Cette chanson est issue d'un side-project rock de Twiztid jamais achevé et intitulé Black Majik.
- Mirror/Mirror (Sampler) (2002) : Sampler de l'album Mirror/Mirror (2002) distribué gratuitement par Psychopathic Records.
- Green Pumpkins (2002) : Chanson mise en téléchargement libre sur internet pour Halloween 2002.
- Nosferatu version 2 (2002) : Reprise de la chanson Nosferatu de House Of Krazees par The Samhain Witch Killaz (Twiztid et The R.O.C.). Chanson initialement mise en téléchargement libre sur internet.
- Green Book Sampler (2003) : Sampler de l'album The Green Book (2003) mis en téléchargement libre sur internet.
- Christmas In The Hood (2003) : Chanson mise en téléchargement libre sur internet pour Nöel 2003 avec Twiztid, Blaze Ya Dead Homie, Lavel, Wolfpac et The R.O.C..
- Whatever It Takes (2005) (Gathering Of The Juggalos 2005 EP, 2005) : Chanson se trouvant sur le EP distribué aux Juggalos lors de The Gathering Of The Juggalos 2005. Le EP comporte une intro et quatre chansons : Still Here d'Anybody Killa, For The People de Blaze Ya Dead Homie, In The Woods d'ICP et Whatever It Takes de Twiztid.
- Man's Myth sampler (2005) : Sampler de l'album Man's Myth (2005) mis en téléchargement libre sur internet.
- Phatso Sampler (2006) : Sampler de l'album solo de Jamie Madrox intitulé Phatso (2006) mis en téléchargement libre sur internet.
- Necks (2006) : Chanson produite par Fritz The Cat et mise en téléchargement libre sur internet pour Halloween 2006.
- Knock Knock (2007) : Chanson mise en téléchargement libre sur internet pour Halloween 2007.
- Prey For Us (2010) : Single distribué à 300 exemplaires pour le New Years Evil 3 et mis en téléchargement libre sur internet pour la nouvelle année 2010.
- Annihilating Life (2011) : Single distribué pour le New Years Evil 4.
- Embarrassed (2013) : Single vendu uniquement en version 33 tours.
- Impending Evil (2013) : Single distribué lors du Fright Fest 2013.
- Bad Trip (2014) : Single fourni pour l'achat d'un pass VIP durant le This Way To Hell Tour.

## Vidéos
Vidéoclips de Twiztid
- We Don't Die (2000) (Freek Show, 2000) : Twiztid, ICP et Blaze Ya Dead Homie apparaissent dans le vidéoclip.
- Afraid of Me (2003) (The Green Book, 2003).
- Story Of Our Lives (2005) (Man's Myth, 2005).
- Raw Deal (The Juggalo Song) (2007) (Independents Day, 2007).
- Buckets of Blood (2009) (W.I.C.K.E.D., 2009) : Un vidéoclip en version dessin-animé.
- Ha Ha Ha Ha Ha Ha (2009) (W.I.C.K.E.D., 2009).
- Triple Threat (2011) (Mutant vol.2, 2005) : Twiztid, Blaze Ya Dead Homie, et Fritz The Cat (guitare). Clip réalisé pour The Gathering Of The Juggalos 2011.
- Down With Us (2013) (A New Nightmare, 2013).
- The Deep End (A New Nightmare, 2013).
- Sick Man (2013) (A New Nightmare EP, 2013) : Twiztid et Blaze Ya Dead Homie.
- The Deep End (2013) (A New Nightmare EP, 2013) : Twiztid avec Caskey & Dominic.
- Screaming Up (2013) (A New Nightmare EP, 2013) : Twiztid.
- Breakdown (2014) (The Darkness, 2015) : Twiztid, mis en ligne le 15 septembre 2014. Chanson déjà présente sur le EP Get Twiztid (2014).
- A Little Fucked Up (2015) (The Darkness, 2015) : Twiztid, mis en ligne le 10 février 2015. Chanson déjà présente sur le EP Get Twiztid (2014).
- Boogie Man (2015) (The Darkness, 2015) : Twiztid, mis en ligne le 18 mars 2015. Chanson déjà présente sur le EP Get Twiztid (2014).
- No Breaks (2015) (The Darkness, 2015) : Twiztid, mis en ligne le 9 juillet 2015.

Apparitions dans des vidéoclips
- Another Love Song (1999) (ICP, The Amazing Jeckel Brothers, 1999) : Présence de Twiztid aux côtés d'ICP dans le vidéoclip.
- Juggalo Homies (2002) (ICP, The Wraith : Shangri-La, 2002) : Présence de Twiztid dans le vidéoclip.
- Red Mist (2006) (Boondox, The Harvest, 2006) : Vidéoclip avec Twiztid, Boondox et Blaze Ya Dead Homie.
- Kept Grindin' (2008) (DJ Clay, Let 'Em Bleed : The Mixxtape, Vol. 3, 2008) : Chanson avec les artistes de Psychopathic Records dont Twiztid et ICP.
- Bad Bad Man (2010) (clip et chanson apparaissant sur la chaine de youtube officielle de Psychopathic Records, 2010) : Chanson dédiée au fils de Violent J, Violent JJ. Le clip fait apparaître tous les artistes du label dont Twiztid.
- Psypher One video (2011) (Psycho Psypher, 2011) : Violent J d'ICP, Jamie Madrox de Twiztid, Anybody Killa et Bootleg de The Dayton Family.
- Psypher Two video (2011) (Psycho Psypher, 2011) : Shaggy 2 Dope d'ICP, Monoxide Child de Twiztid, Blaze Ya Dead Homie, Boondox et Shoestring de The Dayton Family.
- Where Do We Go From Here ? (2011) (Chanson mise en ligne gratuitement avec un vidéoclip lors du American Psycho Tour) : ICP, Twiztid, Blaze Ya Dead Homie, Legs Diamond et Big Hutch de Above The Law.
- Psycho Three Video (2011) (Psycho Psypher, 2011) : Violent J, Jamie Madrox, Cold 187um, Blaze Ya Dead Homie, Anybody Killa, Monoxide Child, Shaggy 2 Dope et DJ Clay.
- Watch Out (2012) (Kottonmouth Kings, Mile High, 2012) : Twiztid et KMK.
- 2012 : Psycho Four Video (Psycho Psypher, 2012) : ICP, The R.O.C., Legz Diamond, Cold 187um, ABK, Blaze Ya Dead Homie, Doe Dubbla et Twiztid.

Apparitions dans des séries ou des films
- 2013 : Pilot de la série TV Over/Under : Apparition de Blaze et Twiztid dans 3 scènes de l'épisode pilote de la série TV Over/Under réalisée pour USA Network. La chaîne a décidé de ne pas poursuivre la série.

### Apparitions dans le catch
En 1999, Strangle-Mania 2 : Matchs de catch de la Juggalo Championshit Wrestling (JCW) commentés par Join Gweedo (Shaggy 2 Dope), 3-D (Violent J) et Johnny Stark (Jamie Madrox)[Quoi ?].

### Documentaires
- Beyond the Freek Show : Born Twiztid sur Twiztid dans lequel le groupe ICP (avec le maquillage de Twiztid) fait des apparitions est diffusé en 2000. Des extraits en direct à The Gathering of the Juggalos 2000 à Novi  (Michigan) et à Hallowicked 2000 à Détroit (Michigan) sont également inclus.
- En 2008, un documentaire sur Prozak, alias The Hitchcock of Hip Hop (titre du documentaire également), est diffusé dans lequel Twiztid apparait plusieurs fois lors d'une interview sur Prozak.
- The Gathering of The Juggalos 2008 est réalisé en 2009 par Paul Andresen. Twiztid y apparaît.

### Films
- Big Money Hustlas est le premier film d'ICP réalisé en 1999 par John Cafiero. C'est une comédie policière qui est sortie en VHS puis en DVD. Il y a beaucoup d'invités comme Rudy Ray Moore, The Misfits, Harland Willams… Jamie Madrox est Big Stank et Monoxide Child est Lil' Poot.
- Big Money Rustlas, suite de Big Money Hustlas, est commercialisé. Le film se déroule à l'époque du Far West, réalisé par Paul Andresen. Les invités sont aussi nombreux (Insane Clown Posse, Blaze Ya Dead Homie, Jumpsteady, Anybody Killa, Boondox, Jason Mewes, Mark Jury…). Jamie Madrox est Raw Stank et Monoxide Child est Dusty Poot.

### Émissions
Twiztid fait des apparitions dans plusieurs émissions comme The Purple Show (en 2003), une émission de Twiztid en plusieurs épisodes diffusées sur internet et sortie en DVD ; 5 minute Fury with Twiztid (2007), émission divertissante compilant des moments aléatoires et marrants avec Twiztid ; et Go to Hell with Twiztid, émission présentée par Twiztid qui interrogeait plusieurs artistes ainsi que des catcheurs professionnels.

### Apparition dans une série
2013 : Pilote de la série TV Over/Under : Apparition de Twiztid dans 3 scènes de l'épisode pilote de la série TV Over/Under réalisée pour USA Network. La chaîne a décidé de ne pas poursuivre la série.